# Presidente de Guinea-Bisáu
El presidente de la República de Guinea-Bisáu (en portugués: presidente da República da Guiné-Bissau) es el jefe de Estado, símbolo de unidad, garante de la independencia nacional y de la Constitución. Así mismo ostenta el mando de las Fuerzas Armadas como comandante supremo. El actual presidente del país es Umaro Sissoco Embaló, que tomó posesión el 27 de febrero de 2020.

## Historia de la Presidencia
En los años 60 estallaron conflictos de carácter independentista en las colonias portuguesas de África alentados por grupos pro independencia. Uno de los grupos más activos fue el PAIGC (fundado en 1956) y que luchaba por la independencia de Guinea-Bisáu y de Cabo Verde. En 1973, un año antes de terminar la guerra, el PAIGC proclamó la independencia de la colonia portuguesa siendo reconocida por Portugal en 1974. 
En la formación de la nueva república influyó mucho el peso del PAIGC, de orientación marxista-leninista, por lo que Guinea-Bisáu nació como una república socialista y unipartidista controlada por el presidente Luís Cabral, medio hermano de Amílcar Cabral, fundador del PAIGC.  Sin embargo pronto surgieron disputas internas en el seno del partido único, y en 1980 el antiguo primer ministro João Bernardo Vieira dio un golpe de Estado y se proclamó presidente del Comité Militar de la Revolución.  
Vieira se convirtió en el hombre fuerte del país, proclamado presidente en 1984, se alejó del marxismo e introdujo reformas económicas de corte liberal aunque manteniendo el carácter unipartidista. Con el final de la Guerra Fría, se produjeron cambios en el país, abriéndose al multipartidismo en 1991. No obstante, el presidente Vieira pospuso las elecciones presidenciales hasta 1994 en las que se impuso por estrecho margen. 
Las tensiones entre el jefe del Estado Mayor Ansumane Mané y el presidente degeneró, tras la destitución del militar, en un conflicto civil que finalizó con el derrocamiento del presidente Vieira en mayo de 1999. Mané asumió la presidencia del Comando Supremo de la Junta Militar para después ceder la presidencia a una figura civil, Malam Bacai Sanhá, que actuó como presidente interino. En las nuevas elecciones presidenciales fue elegido Kumba Ialá, líder del Partido para la Renovación Social. 
Sin embargo, los problemas económicos y políticos sirvieron de cultivo para un nuevo golpe de Estado en 2003 que derrocó al presidente.  Un gobierno civil provisorio comandado por el empresario Henrique Rosa y por el secretario general del PRS Artur Sanhá se estableció a fines de septiembre. Las elecciones presidenciales de 2005 dieron como vencedor al antiguo presidente João Bernardo Vieira. Pero la inestabilidad interna no desapareció y en 2009 miembros sublevados del PAIGC asesinaron al presidente Vieria. Tras su fallecimiento, el poder fue asumido de forma interina, como marcaba la constitución del país, el presidente de la Asamblea Nacional Popular, Raimundo Pereira. 
Celebradas elecciones presidenciales en 2009 tomó el cargo Malam Bacai Sanhá hasta su muerte por causas naturales en 2012, cuando fue sustituido nuevamente y de forma interina por Raimundo Pereira. Pero antes de que se pudieran nuevas elecciones presidenciales se produjo un golpe de Estado; formada la junta militar se dio paso a un gobierno de transición con el fin de realizar elecciones libres en 2014. 
En las elecciones de 2014 resultó elegido José Mário Vaz que ejerció el cargo un solo mandato pues resultó derrotado en su aspiración a un segundo mandato frente a Umaro Sissoco Embaló, tras vencer en las elecciones presidenciales del 2019.

## Elección
El presidente es elegido a través de una elecciones presidenciales con sufragio libre, universal, igual, directo y secreto (artículo 63). Este mismo artículo que los candidatos presidenciales deben ser ciudadanos originarios de Guinea-Bisáu, con padres bisauguineanos, mayores de 35 años y con derechos plenos tanto civiles como políticos. El futuro presidente de la República debe ser elegido por mayoría absoluta, de no serlo, se realizará una segunda vuelta con los dos candidatos que obtuvieron más votos en la primera vuelta (artículo 64).

## Mandato presidencial
El presidente de la República ejerce su mandato durante cinco años, pudiendo ser reelegido para otro mandato consecutivo (artículo 66). Así mismo, en este mismo artículo, se establece que el presidente no podrá postularse para un tercer mandato consecutivo, ni tampoco durante los cinco años siguientes a su segundo mandato. Si el presidente renunciara a su mandato no podrá presentarse a las siguientes elecciones presidenciales ni en las que se celebren dentro de los cinco años siguientes a su dimisión.
Una vez elegido, el presidente será investido durante la sesión plenaria de la Asamblea Nacional Popular (artículo 67), siendo incompatible el ejercicio de cualquier otro cargo público o privado durante su mandato (artículo 65).
En cuanto a la finalización abrupta o a la incapacidad temporal del mandato presidencial, la constitución del país presenta varios artículos. Según el artículo 72, el presidente de la Asamblea Nacional Popular asumirá el cargo de presidente de la República en caso de ausencia en el extranjero o impedimento temporal, siendo ocupado de forma temporal; y, en caso de muerte o impedimento definitivo. Si el presidente de dicha asamblea estuviera impedido, será su sustituto quien asuma el cargo hasta la celebración de nuevas elecciones. En cualquier caso el presidente interino no podrá ejercer todos los poderes constitucionales del artículo 68 (cambios de Gobierno; nombramientos judiciales; presidencia del Consejo de Ministros o conceder distinciones).
Además el artículo 73, determina que el presidente de la República podrá ser procesado por el Tribunal Superior de Justicia de cualquier delito que tenga lugar durante su mandato. Será responsabilidad de la Asamblea Nacional Popular exigir al procurador general de la República para promover el procesamiento del presidente de la República; después de una propuesta de un tercio y una aprobación de dos tercios de los miembros de la Asamblea Nacional Popular. La condena del presidente de la República implica la destitución del cargo y la imposibilidad de buscar la reelección.

## Facultades constitucionales
Según la constitución de 1984, revisada en 1996, el presidente de la República, que representa a la República de Guinea-Bisáu (artículo 62), tiene sus facultades constitucionales descritas en el artículo 68 de la constitución:
- Defender la Constitución de la República.
- Dirigirse a la Asamblea Nacional Popular. Convocar a reunión extraordinaria de la Asamblea Nacional Popular cada vez que imperiosos motivos de interés público lo justifiquen.
- Ratificar los tratados internacionales.
- Determinar las fechas para las elecciones presidenciales; para la Asamblea Nacional Popular; para las jefaturas de los poderes locales, según la ley.
- Promulgar leyes, decretos legales y decretos.
- Perdón y conmutación de sentencias.
- Otorgar títulos honoríficos y premios estatales
- Realizar todas las demás funciones que la Constitución y las leyes tengan atribuido al presidente.
- Presidir el Consejo de Estado.
- Presidir el Consejo de Ministros cuando así lo requiera el primer ministro.

Además de lo recogido en el artículo 70:
- Dictar decretos presidenciales en el desempeño de sus deberes.

En este mismo artículo 68 se tratan las facultades presidenciales para los nombramientos de cargos públicos, ya que el presidente es el encargado de nombrar, confirmar y revocar al primer ministro respetando las mayorías parlamentarias surgidas de las elecciones legislativas. Además, del nombramiento de los miembros del Consejo de Ministros a propuesta del primer ministro. El presidente también es responsable de crear o disolver los ministerios y secretarias de Estado a propuesta del primer ministro. Confirma los nombramientos de la Corte Suprema de Justicia; nombra o revoca, a propuesta del gobierno, al jefe del Estado Mayor; del procurador general de la República; y, de los embajadores de Guinea-Bisáu. En su papel de jefe del Estado le corresponde recibir la acreditación de embajadores extranjeros.
En cuanto a su relación con el poder legislativo, el presidente de la República está facultado para declarar la guerra o hacer la paz; imponer la ley marcial o declarar el estado de emergencia previa autorización de la Asamblea Nacional Popular. Además puede promulgar o vetar, dentro de los 30 días siguientes a su recepción, cualquier acto legislativo emitido por la Asamblea Nacional Popular o el Gobierno nacional. No obstante el veto presidencial podrá ser superado si se produce un voto afirmativo de una mayoría de dos tercios de la cámara legislativa (artículo 69).
Una de las facultades especiales del presidente de la República con respecto al gobierno es que puede forzar su dimisión si el presidente considera que hay un caso de grave crisis política que amenaza el funcionamiento regular de las instituciones de la República, aunque previamente debe consultar con el Consejo de Estado y los partidos políticos con representación en el Congreso (artículo 104).

## Consejo de Estado
Según la constitución del país, en su capítulo III, el presidente de la República esta acompañado de un órgano consultivo denominado Consejo de Estado. A él pertenecen, además del presidente de la República que ejerce la presidencia, el presidente de la Asamblea Nacional Popular; el primer ministro; el presidente del Tribunal Supremo de Justicia; un representante de cada partido con asiento en la Asamblea Nacional Popular y cinco ciudadanos elegidos durante el mandato presidencial. 
Su atribuciones son deliberar acerca de las medidas tomadas por el presidente en los siguientes casos:
- Pronunciarse sobre la disolución de la Asamblea Nacional Popular.
- Pronunciarse sobre la declaración de estado de sitio o de emergencia.
- Pronunciarse sobre la declaración de guerra y la restitución de la paz.
- Aconsejar al presidente en el ejercicio de sus funciones.

## Lista de presidentes (1973-actualidad)
| Espectro político                         |
| ----------------------------------------- |
| PAIGC PRS Madem G15 Militar Independiente |

| Presidente de la República | Presidente de la República        | Presidente de la República                                                      | Inicio | Fin                      | Partido                  | Elecciones     | Periodo                             |
| -------------------------- | --------------------------------- | ------------------------------------------------------------------------------- | --- | ------------------------ | ------------------------ | -------------- | ----------------------------------- |
| 1                          |                                   | Luís Cabral (1931-2009) Presidente de la República                              | 24 de septiembre de 1973 | 14 de noviembre de 1980  | PAIGC                    | 1976           | República unipartidista (1973-1994) |
| -                          |                                   | João Bernardo Vieira (1939-2009) Presidente del Comité Militar de la Revolución | 14 de noviembre de 1980 | 14 de mayo de 1984       | Militar                  | -              | República unipartidista (1973-1994) |
| -                          |                                   | Carmen Pereira (1937-2016) Presidenta interina                                  | 14 de mayo de 1984 | 16 de mayo de 1984       | PAIGC                    | -              | República unipartidista (1973-1994) |
|                            |                                   | João Bernardo Vieira (1939-2009) Presidente de la República                     | 16 de mayo de 1984 | 7 de mayo de 1999        | PAIGC                    | 1984 1989 1994 | República unipartidista (1973-1994) |
| 2                          | República multipartidista (1994-) | João Bernardo Vieira (1939-2009) Presidente de la República                     | 16 de mayo de 1984 | 7 de mayo de 1999        | PAIGC                    | 1984 1989 1994 |                                     |
| -                          | República multipartidista (1994-) |                                                                                 | Ansumane Mané (1940-2000) Presidente del Comando Supremo de la Junta Militar                                                   | 7 de mayo de 1999        | 14 de mayo de 1999       | Militar        | -                                   |
| -                          | República multipartidista (1994-) |                                                                                 | Malam Bacai Sanhá (1947-2012) Presidente interino                                                                              | 14 de mayo de 1999       | 17 de febrero de 2000    | PAIGC          | -                                   |
| 3                          | República multipartidista (1994-) |                                                                                 | Kumba Ialá (1953-2014) Presidente de la República                                                                              | 17 de febrero de 2000    | 14 de septiembre de 2003 | PRS            | 1999-2000                           |
| -                          | República multipartidista (1994-) |                                                                                 | Veríssimo Correia Seabra (1947-2004) Presidente del Comité Militar para la Restauración del orden constitucional y democrático | 14 de septiembre de 2003 | 28 de septiembre de 2003 | Militar        | -                                   |
| -                          | República multipartidista (1994-) |                                                                                 | Henrique Rosa (1946-2013) Presidente interino                                                                                  | 28 de septiembre de 2003 | 1 de octubre de 2005     | Independiente  | -                                   |
| 4                          | República multipartidista (1994-) |                                                                                 | João Bernardo Vieira (1939-2009) Presidente de la República                                                                    | 1 de octubre de 2005     | 2 de marzo de 2009       | Independiente  | 2005                                |
| -                          | República multipartidista (1994-) |                                                                                 | Raimundo Pereira (1956-) Presidente interino                                                                                   | 2 de marzo de 2009       | 8 de septiembre de 2009  | PAIGC          | -                                   |
| 5                          | República multipartidista (1994-) |                                                                                 | Malam Bacai Sanhá (1947-2012) Presidente de la República                                                                       | 8 de septiembre de 2009  | 9 de enero de 2012       | PAIGC          | 2009                                |
| -                          | República multipartidista (1994-) |                                                                                 | Raimundo Pereira (1956-) Presidente interino                                                                                   | 9 de enero de 2012       | 12 de abril de 2012      | PAIGC          | 2012                                |
| -                          | República multipartidista (1994-) |                                                                                 | Mamadu Ture Kuruma (1947-2004) Presidente del Comité Militar                                                                   | 12 de abril de 2012      | 11 de mayo de 2012       | Militar        | -                                   |
| -                          | República multipartidista (1994-) |                                                                                 | Manuel Serifo Nhamadjo (1958-2020) Presidente interino                                                                         | 12 de mayo de 2012       | 23 de junio de 2014      | Independiente  | -                                   |
| 6                          | República multipartidista (1994-) |                                                                                 | José Mario Vaz (1957-) Presidente de la República                                                                              | 23 de junio de 2014      | 23 de junio de 2019      | PAIGC          | 2014                                |
| -                          | República multipartidista (1994-) |                                                                                 | Cipriano Cassamá (1959-) Presidente interino                                                                                   | 23 de junio de 2019      | 27 de junio de 2019      | Independiente  | -                                   |
| 6                          | República multipartidista (1994-) |                                                                                 | José Mario Vaz (1957-) Presidente de la República                                                                              | 27 de junio de 2019      | 27 de febrero de 2020    | Independiente  | -                                   |
| 7                          | República multipartidista (1994-) |                                                                                 | Umaro Sissoco Embaló (1972-) Presidente de la República                                                                        | 27 de febrero de 2020    | Presente                 | Madem G15      | 2019                                |